# Nils Johan Semb
Nils Johan Semb (* 24. Februar 1959 in Horten) ist ein ehemaliger norwegischer Fußballspieler, der nach seinem Karriereende als Fußballtrainer und -funktionär arbeitete. Überregionale Bekanntheit erlangte er als Trainer der norwegischen Nationalmannschaft, mit der er sich erstmals in ihrer Geschichte für ein Europameisterschaftsendrundenturnier qualifizierte.

## Werdegang
Semb bestritt seine gesamte Spielerkarriere beim FK Ørn-Horten in seinem Heimatort. Als Jugendspieler wurde er mehrfach in die norwegischen Nachwuchsnationalmannschaften berufen. Nachdem er 1976 für den Verein in der zweitklassigen 2. divisjon in der Männermannschaft debütiert hatte, gewann er im folgenden Jahr mit der Jugendmannschaft des Klubs den norwegischen Landespokal. Bis 1985 lief er für den Verein auf, der zwischen zweiter und dritter norwegischer Spielklasse pendelte. In 230 Spielen erzielte der Offensivspieler 62 Tore. Parallel studierte er Sportwissenschaften und machte eine Lehrerausbildung.
Nach Ende seiner aktiven Laufbahn begann Semb eine Trainerkarriere. Zunächst arbeitete er bei seinem Heimatklub FK Ørn-Horten in der dritten Liga, ehe er 1988 den Trainerposten beim Zweitligisten Eik-Tønsberg übernahm. 1990 wechselte er zum norwegischen Fußballverband und betreute als Assistent von Egil Olsen die norwegische U-21-Landesauswahl. Nachdem Olsen zum Trainer der A-Nationalmannschaft aufgerückt war, arbeitete er in gleicher Position unter Benny Lennartsson. 1992 rückte er als dessen Nachfolger zum Cheftrainer der Juniorenauswahl auf. Durch seine enge Mitarbeit mit Olsen rückten etliche Talente aus der U-21-Mannschaft in die A-Landesauswahl auf, die sich für die Weltmeisterschaften 1994 und 1998 qualifizierte. Daher übernahm er 1998 nach Olsens Abgang dessen Posten als Nationaltrainer.
Semb versuchte zu Beginn seiner Tätigkeit als Nationaltrainer einen offensiveren Spielstil zu etablieren. Nach einer Niederlage gegen Lettland und einem Unentschieden gegen Albanien kehrte er zum Defensiv-orientierten Spielsystem seines Vorgängers zurück und qualifizierte sich mit der Landesauswahl für die Europameisterschaft 2000. Der Mannschaft um Spieler wie Ole Gunnar Solskjær, John Carew, André Bergdølmo und Erik Mykland gelang zum Auftakt nach einem Tor von Steffen Iversen ein 1:0-Erfolg über Spanien. Nach einer 0:1-Niederlage gegen Jugoslawien schied die Mannschaft jedoch durch ein abschließendes 0:0-Remis aufgrund des schlechteren direkten Vergleich gegenüber der jugoslawischen Auswahl aus dem Turnier aus. Die anschließende Qualifikation zur Weltmeisterschaft 2002 verlief durchwachsen und mit nur zehn Punkten verpasste Semb mit der Nationalmannschaft als Tabellenvierter der Qualifikationsgruppe 5 hinter Polen, Ukraine und Belarus die Teilnahme am Endrundenturnier. Die Qualifikationsrunde zur Europameisterschaft 2004 verlief etwas erfolgreicher, da die Mannschaft sich hinter Gruppensieger Dänemark für die Play-off-Spiele qualifizierte. Nach einer 1:2-Auswärtsniederlage zum Auftakt scheiterte Semb mit der Auswahl nach einer 0:3-Heimniederlage im Rückspiel.
Anschließend entband der Verband Semb Ende 2003 von seinen Aufgaben und ersetzte ihn durch Åge Hareide. Semb arbeitete fortan im Jugendbereich des Verbandes und trat parallel als Experte und Kommentator im norwegischen Fernsehen zunächst bei Canal + und später bei TV2 in Erscheinung. Im Laufe der Zeit wurden ihm mehrere Angebote vorgelegt, als Trainer in der Tippeligaen aktiv zu werden. Diese lehnte er jedoch ab. 
Nach langen Verhandlungen übernahm Semb als Nachfolger von Per-Mathias Høgmo im November 2009 den Posten des „Toppfotballsjef“ beim norwegischen Verband.